# The Air That I Breathe

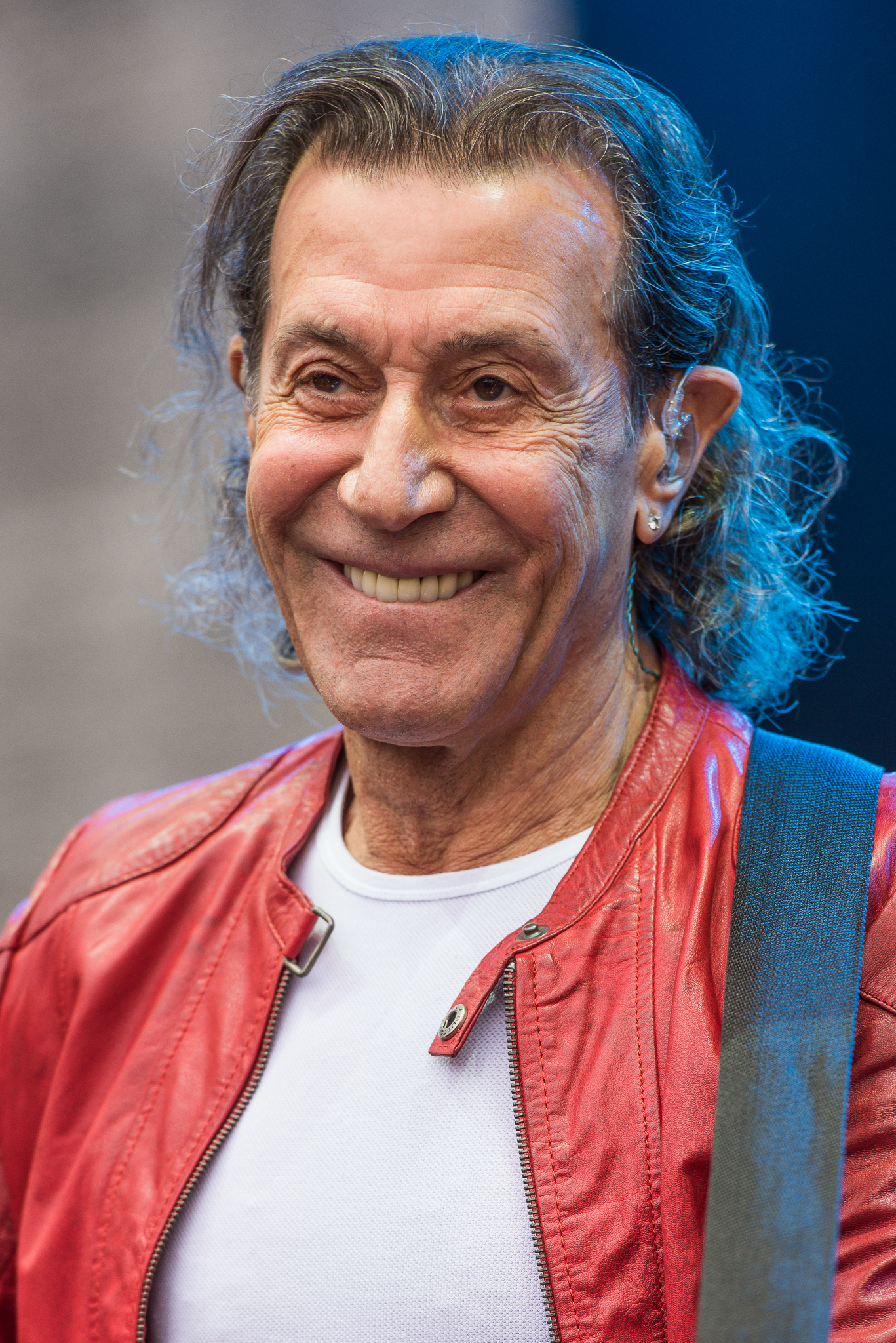
Albert Hammond (2015)

The Air That I Breathe ist eine Ballade von Albert Hammond und Mike Hazlewood (1941–2001), die Hammond auf seinem Debütalbum It Never Rains in Southern California (1972) aufnahm. 1974 wurde es ein Hit der Hollies, der Platz zwei der UK Singles Chart erreichte.

## Coverversion von The Hollies
Alan Parsons war der Tontechniker der Hollies-Aufnahme. In einem Interview erwähnte Parsons, dass Eric Clapton sagte, die erste Note von The Air That I Breathe habe mehr Seele als alles, was er je gehört habe.

### Charts und Chartplatzierungen
| ChartsChartplatzierungen       | Höchstplatzierung | Wochen/ Monate |
| ------------------------------ | ----------------- | -------------- |
| Deutschland (GfK)              | 4 (25 Wo.)        | 25 Wo.         |
| Österreich (Ö3)                | 3 (4 Mt.)         | 4 Mt.          |
| Vereinigtes Königreich (OCC)   | 2 (13 Wo.)        | 13 Wo.         |
| Vereinigte Staaten (Billboard) | 6 (21 Wo.)        | 21 Wo.         |

| ChartsJahrescharts (1974)      | Platzierung |
| ------------------------------ | ----------- |
| Deutschland (GfK)              | 14          |
| Vereinigte Staaten (Billboard) | 50          |

### Auszeichnungen für Musikverkäufe
| Land/Region                  | Auszeichnungen für Musikverkäufe (Land/Region, Auszeichnung, Verkäufe) | Verkäufe  |
| ---------------------------- | ---------------------------------------------------------------------- | --------- |
| Vereinigte Staaten (RIAA)    | Gold                                                                   | 1.000.000 |
| Vereinigtes Königreich (BPI) | Silber                                                                 | 250.000   |
| Insgesamt                    | 1× Silber · 1× Gold ·                                                  | 1.250.000 |

## Coverversion von Radiohead
Der Radiohead-Titel Creep aus dem Jahr 1992 verwendet eine ähnliche Akkordfolge und hat einige melodische Gemeinsamkeiten mit der Version von The Air That I Breathe aus dem Jahr 1972.
Daraufhin verklagte der Verleger des Songs Radiohead wegen Urheberrechtsverletzung, und es wurde ein Vergleich geschlossen, bei dem Hammond und Hazlewood als Co-Autoren genannt wurden und einen Teil der Tantiemen erhielten.

## Coverversion von Simply Red
Die britische Popband Simply Red nahm eine Coverversion zu The Air That I Breathe für ihr sechstes Studioalbum Blue auf. Das Album erschien erstmals am 18. Mai 1998, am 10. August 1998 erschien das Lied als dritte Singleauskopplung aus dem Album.
| ChartsChartplatzierungen     | Höchstplatzierung | Wochen |
| ---------------------------- | ----------------- | ------ |
| Deutschland (GfK)            | 66 (9 Wo.)        | 9      |
| Österreich (Ö3)              | 17 (11 Wo.)       | 11     |
| Vereinigtes Königreich (OCC) | 6 (13 Wo.)        | 13     |